# Sam & Max: Bright Side of the Moon
Sam & Max: Bright Side of the Moon è il sesto e ultimo episodio della prima serie di Sam & Max sviluppata dalla Telltale Games e pubblicato da GameTap. Nel 2020 è uscita una remastered del titolo, insieme all'intera stagione ad opera di Skunkape Games per Nintendo Switch e PC col nome di Sam & Max Save the World remastered.

## Trama
Sam pensa a l'ultimo caso. Il telefono squilla ed è il commissario per un mandato d'arresto per Hugh Bliss che si trova sulla luna.
Sam e Max si recano sulla luna dove incontrano SuperBall e Henry Mallowan: quest'ultimo rivela di essere basso (perché nel terzo episodio indossava escheletro) ma ha imparato ad accettarlo grazie alla psicologia Bliss ora vende souvenier di Bliss e Sam trova il piano di Hugh: si era servito di un videogioco, un orsetto e un presidente ipnotico e di due complici per ottenere il pubblico. Max vede che manca un souvenir ipnotico: alcuni occhiali (Nel 1 episodio li usò Culture). Sam e Max erntrano nella bolla della tranquillità dove si trovano ex personaggi di episodi precedenti: Abe Lincol (il quale è rimasto vivo dopo l'esplosione: è rimasta solo la testa), I COPS (dopo che Sam e Max gli hanno distrutto Reality 2.0) il gallo, la cimice, lo squalo (vedi nel gioco quando Sam canta con il banjo per il premio di contratto episodio 2) Mr. Spatula (che era sparito da qualche tempo e Sam gli dice: "Mr. Spatula! Potevi lasciare un messaggio!" e Max rivela che l'aveva mandato ma se ne scordò di dirlo al compagno) e le formiche.
Sam e Max raggiungono il mago che rivela il suo piano: far in modo che la terra sia per sempre felice e contenta e che tutti siano chiamati Hugh Bliss. Egli strappa alcune parti del corpo di Max: coda, mano violenta e stomaco, così senza le parti Max è diventato come l'avversario Bliss. Sam distrugge il vizio di Max Violento, quello mangione e quello poltone sulla luna. Mentre Bliss è contento perché il suo piano è già compiuto Max viene imprigionato e Sam sulla via della morte. Però riesce ad uccidere Bliss eliminandolo per sempre dalla faccia della terra. Sam dà a Max il suo guantone che non trovava e con quello salvano il mondo che ritorna normale. Filmato finale.